# Antonio Caridi
Antonio Stefano Caridi (Reggio Calabria, 26 dicembre 1969) è un politico italiano.

## Biografia
Diplomato al liceo scientifico, si è laureato all'Università Statale di Milano come tecnico audiometrista che sarà la sua professione. 

### Attività politica

#### Carriera politica locale
Suo padre tra il 1993 e il 2001 è stato vicesindaco di Reggio Calabria nelle file della Democrazia Cristiana nella giunta Falcomatà.
Nel 1997 viene eletto consigliere comunale per l'Unione di Centro con 1.595 preferenze, risultando primo tra le liste.
Dal 27 maggio 2002 al 28 maggio 2007 è stato assessore comunale all'Ambiente per l'Unione di Centro; dal 22 giugno seguente al 18 agosto 2010 è stato Assessore Comunale per le Politiche ambientali.
Alle elezioni regionali in Calabria del 2010 viene eletto consigliere nelle liste del Popolo della Libertà in provincia di Reggio Calabria, risultando il primo delle liste di tutta la provincia con 11.215 preferenze. Dal 19 aprile seguente fino al 25 aprile 2013 è stato anche Assessore regionale per le Attività Produttive nella giunta Scopelliti.

#### Elezione a senatore
Alle elezioni politiche del 2013 viene eletto al Senato della Repubblica, in regione Calabria, nelle liste del Popolo della Libertà.
In Senato è stato membro della Commissione permanente (Industria, commercio, turismo) e della Commissione parlamentare per le questioni regionali.
Ad ottobre Renato Schifani, allora capogruppo del PdL al Senato, lo propone come nuovo membro della Commissione parlamentare antimafia ricevendo attacchi da parte del Movimento Cinque Stelle per una presunta indagine della direzione distrettuale antimafia di Genova riguardante Caridi.
Il 16 novembre 2013, con la sospensione delle attività del Popolo della Libertà, aderisce al Nuovo Centrodestra guidato da Angelino Alfano.
Il 18 dicembre 2014 abbandona tuttavia il Nuovo Centrodestra ed aderisce come indipendente al gruppo parlamentate di centro-destra "Grandi Autonomie e Libertà-Unione dei Democratici Cristiani e dei Democratici di Centro".
Nel novembre 2015 aderisce a Forza Italia (di cui diviene vice-coordinatore regionale in Calabria) pur rimanendo per motivi tecnici nel gruppo parlamentare GAL-UDC.

### Indagini giudiziarie
Nel settembre 2010 viene condannato a 6 mesi di reclusione in primo grado insieme a Giuseppe Scopelliti per omissione di atti d'ufficio: non avrebbero vigilato sullo smaltimento del percolato nella discarica di Longhi Bovetto, situata in prossimità di una scuola elementare. Il 21 marzo 2013 Caridi viene assolto in appello mentre a Scopelliti viene confermata la condanna di 6 mesi.
Secondo una relazione della direzione distrettuale antimafia di Genova, diffusa a mezzo stampa, in occasione delle elezioni regionali del 2011, Caridi sarebbe stato appoggiato e favorito dalla cosca dei Raso-Gullace-Albanese attiva in Liguria. Non ha mai ricevuto nessun avviso di garanzia, ma per evitare speculazioni politiche sceglie di non fare parte della Commissione parlamentare antimafia.
Nel luglio 2016 Caridi è indagato dalla Direzione Distrettuale Antimafia di Reggio Calabria per associazione mafiosa (art. 416-bis del codice penale). Secondo la DDA Caridi sarebbe stato in stretti rapporti con diversi importanti esponenti della 'Ndrangheta e potrebbe essere considerato a tutti gli effetti un membro della "cupola" della associazione criminale calabrese, con l'ex deputato Paolo Romeo  l'ex assessore regionale Alberto Sarra, che lo avrebbe utilizzato per ottenere nomine e fondi pubblici. Vista la gravità delle accuse il Giudice per le Indagini Preliminari di Reggio Calabria emette nei confronti del senatore un'ordinanza di custodia cautelare in carcere.

#### La richiesta d'arresto
Il 3 agosto 2016 la Giunta delle Elezioni e delle Immunità parlamentari del Senato della Repubblica approva (con 12 sì, 7 no e 1 astenuto) la relazione Stefàno (Movimento la Puglia in Più), che concede l'applicazione dell'ordinanza di custodia cautelare nei confronti di Caridi.
Il 4 agosto 2016 il Senato della Repubblica approva a scrutinio segreto (con 154 sì, 110 no e 12 astenuti) la relazione Stefàno (MISTO-Movimento la Puglia in Più), autorizzando quindi l'arresto di Antonio Caridi.
In dichiarazione di voto hanno annunciato il proprio voto favorevole PD, M5S, Lega Nord e le due componenti del Gruppo misto Sinistra Italiana-Sinistra Ecologia Libertà ed Italia dei Valori; hanno annunciato il proprio voto contrario Forza Italia, Area Popolare (NCD-UDC), Alleanza Liberalpopolare-Autonomie, Grandi Autonomie e Libertà e la senatrice indipendente del Gruppo misto Serenella Fuksia; lasciano libertà di voto ai propri senatori Conservatori e Riformisti e Per le Autonomie (SVP-UV-PATT-UPT) - PSI - MAIE.
Il giorno stesso Caridi si costituisce presso il carcere di Rebibbia. Il 16 agosto 2016 il Tribunale della Libertà respinge la richiesta di scarcerazione presentata dai legali di Caridi.
Il 9 marzo 2017 il GUP Pasquale Laganà rinvia Caridi a giudizio con l'accusa di associazione mafiosa.
Imputato nel processo Gotha, è stato assolto il 30 luglio 2021.